# パステル・デ・チョクロ
パステル・デ・チョクロ（西: Pastel de choclo）は、チリ中部地域に伝わる伝統料理。

## 概要

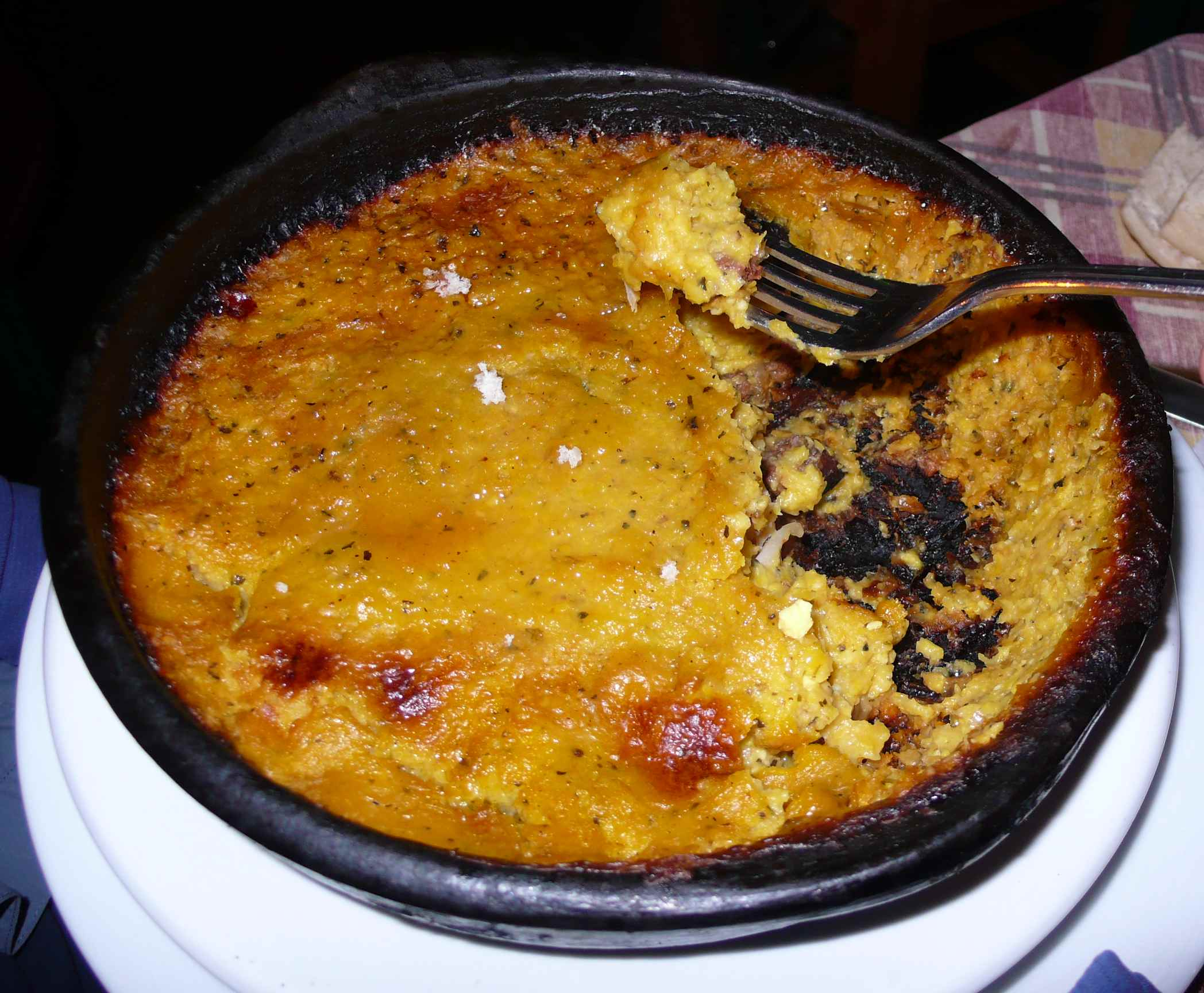
パイラで調理したチリのパステル・デ・チョクロ

鶏のもも肉の上に牛挽肉、オリーブ、タマネギ、ゆで卵、レーズンなどを炒めた具材を載せ、若いトウモロコシとバジリコのペーストをかけてオーブンで焼きあげる料理。多くの場合は甘めに仕上げることから「パステル」（ケーキの意味）の名が冠せられている。
ボリビア、ペルー、アルゼンチンでも食べられている。